# هراچ زارتاریان
هراچ زارتاریان (ارمنی: Հրաչ Ռուբենի Զարդարյան؛ انگلیسی: Hrach Zardarean زادهٔ ۱۵ ژانویهٔ ۱۸۹۲ - درگذشته ۳۰ نوامبر ۱۹۸۶)، نویسنده اهل ارمنستان بود.

## زندگی‌نامه
وی در ۱۵ ژانویهٔ ۱۸۹۲ در الازیغ به دنیا آمد. وی فرزند روپن زارتاریان می‌باشد. وی از دانشگاه پاریس و مدرسه نرسیسیان فارغ التصحیل گشت. وی در ۳۰ نوامبر ۱۹۸۶ در سن ۹۴ سالگی در پاریس درگذشت.